# (385445) 2003 QH91
(385445) 2003 QH91, também escrito como (385445) 2003 QH91, é um objeto transnetuniano que está localizado no cinturão de Kuiper, uma região do Sistema Solar. Este corpo celeste é classificado como um plutino, pois, o mesmo está em uma ressonância orbital de 2:3 com o planeta Netuno. Ele possui uma magnitude absoluta de 9,4 e tem um diâmetro estimado com cerca de 192 km.

## Descoberta
(385445) 2003 QH91 foi descoberto no dia 24 de agosto de 2003 pelo astrônomo Marc W. Buie.

## Órbita
A órbita de (385445) 2003 QH91 tem uma excentricidade de 0,153 e possui um semieixo maior de 39,307 UA. O seu periélio leva o mesmo a uma distância de 33,290 UA em relação ao Sol e seu afélio a 45,324 UA.